# Den of Thieves
Den of Thieves (El robo perfecto en Hispanoamérica y Juego de ladrones: El atraco perfecto en España) una película de suspenso y acción estadounidense. Esta dirigida por Christian Gudegast. Protagonizada por Gerard Butler, 50 Cent, Pablo Schreiber, O'Shea Jackson Jr., Evan Jones, Alborea Olivieri, Mo McRae, y Max Holloway.

## Sinopsis
Todos los días, el banco de la Reserva Federal de Los Ángeles saca de la circulación 120 millones de dólares en efectivo. Un grupo de experimentados ladrones planea su gran atraco final: robar esos 120 millones, pero el departamento del Sheriff de Los Ángeles, la brigada más temida de la ciudad liderada por 'El gran Nick' (Gerard Butler), no está dispuesto a ponérselo fácil.

## Argumento
En Los Ángeles, un equipo de ladrones dirigido por Ray Merrimen realiza un violento ataque armado y secuestra un camión blindado. Merrimen y su tripulación escapan con el camión blindado vacío luego de un tiroteo con la policía.
Por la mañana, el detective Nick O'Brien, jefe de la Unidad de Delitos Mayores de LASD, investiga la escena del crimen, ya que ha estado monitoreando a Merrimen y su tripulación durante un tiempo. Sospechando que un cantinero local llamado Donnie está involucrado, Nick lo secuestra para interrogarlo. Donnie revela que conoció a Merrimen a través de clientes del bar, y que Merrimen lo había contratado como conductor por el robo de un delirio en un estadio por una gran suma de efectivo. Donnie dice que no sabe dónde está el efectivo, pero que Merrimen no se conformará con esta cantidad y está buscando "intercambiar".
Merrimen presenta su plan a su equipo, consistente en robar a la Reserva Federal esa misma semana, mediante la eliminación encubierta de alrededor de $ 30 millones en facturas antiguas que están programadas para ser trituradas después de que se eliminen sus números de serie de los registros de la computadora. Nick y su equipo siguen a Donnie y lo observan entrar y salir de la Reserva Federal haciéndose pasar por un repartidor de comida china.
En un restaurante, Nick se acerca a Donnie frente a Merrimen y su equipo y casi terminan en un combate cuerpo a cuerpo. En su escondite, Merrimen hace que uno de su equipo, Levi, interrogue a Donnie para asegurarse de que no reveló nada sobre el plan. Merrimen luego le dice a Donnie que se asegure de que Nick sepa que el atraco está en marcha el viernes. Donnie se encuentra con Nick y el equipo de Nick en una tienda de ropa y les revela el día del atraco, pero afirma no saber la ubicación.  Nick va a un club de estriptis donde trabaja la novia de Merrimen, la contrata por la noche y descubre dónde va a ocurrir el atraco.  La novia de Merrimen luego le dice a Merrimen que ella hizo lo que él le había pedido. A la mañana siguiente, Nick hace un esfuerzo por ver a su hija en su escuela.
Cuando llega el día del atraco, Merrimen y su tripulación invaden un banco comercial y toman rehenes.  Nick y su equipo llegan afuera mientras se desarrolla el caos. El negociador llama y habla con el gerente del banco en nombre de Merrimen. Para desalentar la pérdida de tiempo en las comunicaciones, Merrimen hace que uno de los miembros de la tripulación lleve a un rehén a una habitación trasera, donde aparentemente le dispara. El negociador acuerda no comunicarse hasta que se cumplan las demandas de los ladrones (por dinero y helicóptero), que deben llegar en más de una hora. Los ladrones le ordenan al gerente de la sucursal que abra la bóveda. Luego detonan un explosivo, que lleva a Nick y a los agentes de policía a creer que la explosión iba a volar la bóveda.  Sabiendo que este no es el modus operandi de Merrimen, Nick sospecha y asalta el banco solo con su equipo detrás.  Entran y descubren que el tiroteo del rehén fue simulado, y que Merrimen y su equipo han escapado por un agujero en el piso. Merrimen había usado este "robo a un banco" como una distracción, para mantener a Nick y los oficiales de policía fuera del banco comercial mientras robaba la Reserva Federal.
Los ladrones usan el camión blindado, el efectivo del delirio y una llamada al departamento de recepción de cuentas de la Reserva Federal que se hace pasar por una caja de ahorros, para ingresar al edificio de la Reserva Federal. Donnie está escondido dentro de una caja de efectivo entregada al edificio de la Reserva Federal por Merrimen. Él desencadena un  EMP y se desliza para recoger las facturas antiguas que se han destinado a la destrucción. Los guarda en bolsas y los arroja con la basura, antes de escapar a través de los conductos de aire. Asumiendo la cobertura establecida como repartidor de comida china, recupera una orden de comida previamente guardada y hace una entrega a los empleados que ordenan regularmente desde el restaurante antes de salir del edificio por el vestíbulo con una sospecha menor. El efectivo se envía desde el edificio de la Reserva Federal en un camión de basura que elimina los billetes triturados. El equipo de Nick alcanza a Donnie y lo atrapa, golpeándolo hasta que les dice adónde va Merrimen.
Merrimen y su equipo intentan escapar con las bolsas de dinero del camión de basura, pero se atascan y se bloquean. El equipo de Nick los ve, y después de esposar a Donnie al auto, intentan disparar a los ladrones mientras intentan escapar. Se produce un tiroteo, iniciado por Merrimen, matando a uno de los hombres de Nick. Levi y Bosco finalmente son asesinados, pero Merrimen se escapa. Nick persigue y dispara a Merrimen, hiriéndolo. Merrimen levanta una pistola vacía hacia Nick, forzando a Nick a dispararle. Mientras Merrimen yace en el suelo muriendo, Nick se arrodilla y lo consuela, mientras Merriman se mantuvo fiel a su palabra de que no estaba esposado y Nick reconoce a Merrimen antes de tomar su último aliento. Cuando Nick inspecciona el SUV de Merrimen, solo encuentra bolsas con papel picado mientras un asociado del FBI le informa que toda la moneda se contabilizó en la Reserva;  También descubre que Donnie se ha escapado del coche.
Nick luego va al bar de Donnie y ve fotos de él con algunos de los miembros de la tripulación del atraco, y también se da cuenta de que los empleados de la Reserva son clientes habituales. Se revela que Donnie realmente planeó el atraco para quedarse con todo el dinero robado para sí mismo en un segundo camión de basura.  Después del paso del tiempo, Donnie está trabajando en un bar de Londres donde varios empleados de la Reserva y miembros de la tripulación del atraco (incluido el conductor del camión de basura, uno de los empleados de la Reserva que ordenó del restaurante chino y el experto en comunicaciones de la tripulación de Merriman) aparentemente disfrutando de su retiro y donde Donnie está planeando un nuevo atraco de un intercambio de diamantes cercano.

## Reparto
- Gerard Butler como Nicholas "Gran Nick" O'Brien, un sheriff bruto y corrupto de Los Ángeles que está empeñado en derribar a la tripulación de Merrimen, que planea robar el Banco de la Reserva Federal en el centro de Los Ángeles.  Está casado y tiene dos hijas pequeñas. Butler aumentó más de  25 libras en un corto período de tiempo para su papel.[2]
- Pablo Schreiber como Ray Merrimen, veterano de la Marina, líder e intrigante de la tripulación, uno de los ladrones que se embarcó en el primer plan para robar el Banco de la Reserva Federal del centro de Los Ángeles.
- O'Shea Jackson Jr.como Donnie Wilson, un barman y uno de los ladrones que se embarcaron en el primer plan para robar el Banco de la Reserva Federal del centro de Los Ángeles. Él es el hábil conductor del grupo.
- Curtis "50 Cent" Jackson como Levi Enson Levoux, un veterano de la Marina, uno de los ladrones que se embarcó en el primer plan para robar el Banco de la Reserva Federal del centro de Los Ángeles. Tiene una hija adolescente y una esposa.
- Evan Jones como Bo Bosco Ostroman, uno de los ladrones que trabaja directamente con Merrimen y Enson.
- Cooper Andrews como Mack, uno de los miembros de la tripulación del ladrón. Parece ser un empleado de telecomunicaciones / electricista de la ciudad que utiliza su acceso para proporcionar soporte de inteligencia aprovechando los datos de LAPD. Se lo ve en Londres celebrando el atraco con los otros hombres internos con los que Donnie estaba trabajando en secreto.
- Maurice Compte como Benny 'Borracho' Megalob.
- Kaiwi Lyman-Mersereau como Tony Z Zapata.
- Dawn Olivieri como Debbie O'Brien, la esposa de Nick O'Brien que lo deja después de descubrir que la había engañado.
- Lewis Tan como Guardia del lobby del Servicio Secreto # 1.
- Jermaine Rivers como Guardia receptora de la Fed Jackson, que detiene a Ray Merrimen y Levoux cuando entran y salen de las instalaciones de la Reserva Federal.
- Mo McRae como Gus Henderson, un sheriff que trabaja con Gran Nick.
- Meadow Williams como Holly.
- Brian Van Holt como Murph Connors.
- Max Holloway como Bas, uno de los ladrones y amigo de Donnie.[3]
- Jay Dobyns como Wolfgang.
- Alix Lapri como Maloa.
- Matthew Cornwell como Joseph, gerente de un banco.
- Eric Braeden como Ziggy Zerhusen.

## Producción
El 14 de julio de 2016, se informó que Gerard Butler protagonizaría en un thriller de acción titulado Den of Thieves para STX Entertainment.
La filmación empezó el 30 de enero de 2017.

## Recepción
Den of Thieves ha recibido reseñas generalmente mixtas de la crítica y positivas de la audiencia. En el portal de internet Rotten Tomatoes, la película posee una aprobación de 40%, basada en 119 reseñas, con una calificación de 5.1/10 y con un consenso crítico que dice: "Den of Thieves rinde un enérgico homenaje a los clásicos thrillers de atracos del pasado; desafortunadamente, nunca se acerca a sus obvias inspiraciones." De parte de la audiencia ha recibido una aprobación de 62%, basada en 3928 votos, con una calificación de 3.6/5.
La página Metacritic le ha dado a la película una puntuación de 49 de 100, basada en 24 reseñas, indicando "reseñas mixtas". Las audiencias de CinemaScore le han dado una "B+" en una escala de A+ a F, mientras que en el sitio IMDb los usuarios le han dado una puntuación de 7.0/10, sobre la base de 58 664 votos.